# Katarzyna Szotyńska
Katarzyna Szotyńska-Deberny (Varsovia, 12 de agosto de 1980) es una deportista polaca que compitió en vela en la clase Laser Radial.
Ganó cuatro medallas de oro en el Campeonato Mundial de Laser Radial entre los años 2000 y 2003, y tres medallas en el Campeonato Europeo de Laser Radial entre los años 2003 y 2005.

## Palmarés internacional
| \| Campeonato Mundial \| Campeonato Mundial \| Campeonato Mundial \| Campeonato Mundial \| \| Año \| Lugar \| Medalla \| Clase \| \| ------------------ \| ---------------------------- \| ------------------ \| ------------------ \| \| 2000 \| Çeşme (Turquía) \| Medalla de oro \| Laser Radial \| \| 2001 \| Villanueva y Geltrú (España) \| Medalla de oro \| Laser Radial \| \| 2002 \| Fort Erie (Canadá) \| Medalla de oro \| Laser Radial \| \| 2003 \| Riva del Garda (Italia) \| Medalla de oro \| Laser Radial \| \| Campeonato Europeo \| \| \| \| \| Año \| Lugar \| Medalla \| Clase \| \| 2003 \| Lago Garda (Italia) \| Medalla de oro \| Laser Radial \| \| 2004 \| Bangor (Reino Unido) \| Medalla de oro \| Laser Radial \| \| 2005 \| Split (Croacia) \| Medalla de bronce \| Laser Radial \| |                              |                   |              |
| Campeonato Mundial |                              |                   |              |
| Año | Lugar                        | Medalla           | Clase        |
| 2000 | Çeşme (Turquía)              | Medalla de oro    | Laser Radial |
| 2001 | Villanueva y Geltrú (España) | Medalla de oro    | Laser Radial |
| 2002 | Fort Erie (Canadá)           | Medalla de oro    | Laser Radial |
| 2003 | Riva del Garda (Italia)      | Medalla de oro    | Laser Radial |
| Campeonato Europeo |                              |                   |              |
| Año | Lugar                        | Medalla           | Clase        |
| 2003 | Lago Garda (Italia)          | Medalla de oro    | Laser Radial |
| 2004 | Bangor (Reino Unido)         | Medalla de oro    | Laser Radial |
| 2005 | Split (Croacia)              | Medalla de bronce | Laser Radial |